# Lüleburgaz (district)
Lüleburgaz is een Turks district in de provincie Kırklareli en telt 130.375 inwoners (2007). Het district heeft een oppervlakte van 1017,8 km². Hoofdplaats is Lüleburgaz.
De bevolkingsontwikkeling van het district is weergegeven in onderstaande tabel.
| 1997    | 2000    | 2007    |
| ------- | ------- | ------- |
| 108.467 | 117.606 | 130.375 |